# Filip Iwanowski
Filip Iwanowski maced. Филип Ивановски (ur. 1 maja 1985 w Skopju) – macedoński piłkarz występujący na pozycji napastnika, od 2018 zawodnik Rovaniemen Palloseura. W ekstraklasie debiutował w barwach Dyskobolii Grodzisk.
Macedończyk występował ostatnio w cypryjskim klubie Ethnikos Achna, a wcześniej w Wardarze Skopje, Rabotniczkim Skopje, Alumini Skopje, Makedoniji Skopje, Dyskobolii Grodzisk Wielkopolski i Polonii Warszawa. Znany jest z występów w młodzieżowej reprezentacji Macedonii, ma też zaliczone występy w pierwszej.
11 marca 2008 roku wystąpił w powołanej ad hoc reprezentacji obcokrajowców występujących w polskiej ekstraklasie, która pod wodzą Jana Urbana zmierzyła się z reprezentacją Polski w meczu kontrolnym. W czterdziestej minucie tego meczu strzelił drugą bramkę dla zespołu obcokrajowców. W sezonach 2008/09 i 2009/10 grał w Polonii Warszawa. W lipcu 2010 podpisał roczny kontrakt z cypryjską drużyną Ethnikos Achna. Po roku gry na Cyprze wrócił do ojczyzny.

## Sukcesy
- Puchar Macedonii – zwycięstwo
- Puchar Polski – zwycięstwo
- Puchar Ekstraklasy (2 razy) – zwycięstwo